# رخداد آزار سگ در کردکوی ۱۳۹۴
رخداد آزار سگ در کردکوی ۱۳۹۴ به شکنجه و آزارِ یک سگِ شکاری به دستِ گروهی شکارچی در کُردکوی استانِ گلستان در سالِ ۱۳۹۴ خورشیدی اشاره دارد. آگاهی یافتنِ مردم از چنین رخدادی، احساساتِ ایرانیان را برانگیخت و در پیِ آن، واکنشِ مردم و اعتراضِ حامیانِ حقوقِ حیوانات را در پی داشت.

## دست‌به‌دست شدنِ کلیپِ جانورآزاری
این رویداد در پیِ انتشار و دست‌به‌دست شدنِ فیلمی از چند شکارچی در دنیای مجازی آغاز شد.

### آنچه در فیلم می‌گذرد
در فیلم نشان داده می‌شود که چند شکارچی، چند پرنده از جمله چند گونه مرغابی، گونه‌ای پلیکان و حتی چند فلامینگو را شکار کرده‌اند. از تنوعِ پرندگانِ شکارشده، به نظر می‌رسد که این افراد به هر پرنده‌ای که در تیررس‌شان قرار داشته است، شلیک کرده و آن‌ها را بدونِ توجه به مسائلِ حفاظتیِ در نظر گرفته شده برای گونه‌های جانورانِ در خطر، شکار کرده‌اند. در میانهٔ فیلم، مردی نشان داده می‌شود که گوش‌های یک سگ را گرفته و با شدتِ هرچه تمامتر به بدنهٔ خودرویِ نیسانی می‌کوبد. پس از آن هم بیلی را برداشته و سپس محکم بیل را بر سر و پیکرِ سگ می‌کوبد. در این حین، صدای خنده دیگر همدستانِ وی نیز شنیده می‌شود.

### روندِ دستگیریِ جانورآزار
فعالانِ حقوق حیوانات با استفاده از شمارهٔ پلاکِ انتظامی خودروی وانت نیسانی که در فیلم به تصویر درآمده بود، به ردزنیِ این فرد پرداخته و موفق شدند نام و نشانی و حتی شماره تلفنِ همراهِ وی را به دست آورده و در دنیای مجازی به اشتراک بگذارند. در پی این اتفاق، سیل تماس‌های اعتراضی به این واقعه شکل گرفت که موجب انتشار چند فایل صوتی از گفت‌وگو با شکارچی غیرمجاز هم شد.

### شکایتِ ادارهٔ کلِ حفاظتِ محیط زیستِ استان گلستان
ساعاتی پس از آشکار شدنِ هویتِ وی، خبر رسید که این فرد با شکایتِ اداره کل حفاظت محیط زیست استان گلستان و با دستورِ دادستانِ کلاله، بازداشت شده‌است. خبری که برای معترضانِ گردآمده مقابلِ اداره کل محیط زیست استان، کافی نبود.

## گردهم‌آیی‌ها و اعتراضات
یک فعالِ محیط زیست با انتقاد از برخوردِ نامناسبِ شهرداری‌ها با حیواناتِ ولگرد گفت: «متأسفانه خودِ شهرداری‌ها با از بین بردنِ جانوران، ترویج‌دهندهٔ خشونت علیه جانوران هستند.» دکتر مسعود شکیبا، دامپزشک و رئیس اداره حمایت از حیوانات استان گلستان، این گونه کردارها را برخاسته از رفتارهای شهرداری در زمینهٔ کشتنِ جانوران می‌داند. او می‌گوید: «بزرگترین سندِ بدرفتاری و ظلم به حیوانات را شهرداری‌هایی که حیوانات را می‌کشند، ارائه می‌دهند. این کشتار آن هم به این شکل، بزرگترین مجوز برای ترویجِ خشونت علیه حیوانات است. هر جایی که یک بزرگتر تخلفاتی را داشته باشد، کوچکتر تخلفاتی شدیدتر را ارائه خواهد کرد.»

### گردهم‌آییِ معترضان و حامیانِ حقوقِ جانوران
پس از انتشارِ این فیلمِ کوتاه، گروهی از مردم در برابرِ ادارهٔ محیطِ زیستِ استانِ گلستان تجمع کردند. معترضان به این گونه کردارها که برخی‌شان از راه‌های دور و نزدیک خود را به این تجمع رسانده بودند، خواستار آگاهی یافتن از وضعیتِ جانوری بودند که بر اساسِ فیلمِ منتشر شده بعید به نظر می‌رسید جان به در برده باشد ولی ظاهراً این گونه نبود. گویی در فاصلهٔ حدود یک ماه و نیم از روز ثبت آن تصاویر دردناک تا به امروز، این جانور به شکلی باور نکردنی تا حدود زیادی بهبود یافته بود.

### گردهم‌آییِ معترضان در پارکِ پردیسان
گروهی از حامیانِ حقوق جانوران و برخی هنرمندان از جمله هدیه تهرانی و میترا حجار نیز در پیِ انتشارِ فیلم آزار و اذیتِ سگِ گلستانی، در ۳ اسفند ماهِ ۹۴ در برابرِ سازمان حفاظت محیط زیست در پارکِ پردیسان تجمع کردند. مدیرکل دفتر آموزش و مشارکت‌های مردمی سازمان حفاظت محیط زیست در همین باره گفت: «این افراد به شدت به رفتار برخی هموطنان نسبت به حیات وحش به ویژه جانوران شهری یا بی‌صاحب معترض هستند.»
وی با بیان این که درخواست حامیان حقوق حیوانات و تجمع‌کنندگان امروز پارک پردیسان وضع قوانینی بازدارنده است، اظهار کرد: «مطالبه آن‌ها این بود که سازمان حفاظت محیط زیست به وضع قوانینی اقدام کند که این قوانین بتواند مجازات‌های بازدارنده‌ای را اعمال کند تا شاهد چنین فجایعی نباشیم.»